# نراد هیکل
نراد هیکل (نام علمی: Abies hickelii) نام یک گونه از سرده نراد است.